# Целль-ам-Зее
Целль-ам-Зее (нім. Zell am See) — місто в австрійській землі Зальцбург на березі озера Целль. Містечко належить округу Целль-ам-Зее.
Місто , розташоване в Кіцбюельських Альпах, є важливим туристичним центром завдяки гірськолижним курортам і береговій лінії озера Целль. Хоча Целль-ам-Зее є улюбленим зимовим і літнім курортом для європейської аристократії з XIX століття, сьогодні він відомий як центр міжнародного джет-сету.

## Географія
Долина Целль — це коридор у Кітцбюельських Альпах, що з'єднує Зальфельденський басейн річки Заалах на півночі та Зальцах на півдні. Целль-ам-Зее розташоване приблизно за 100 км на схід від Інсбрука та за 30 км на північ від найвищої гори Австрії Гроссглокнер. Історичний центр Целль-ам-Зее розташований на західному березі озера Целль глибиною 68 м, з селами Тумерсбах на сході, Ерльберг на південному сході та Шюттдорф безпосередньо на півдні.

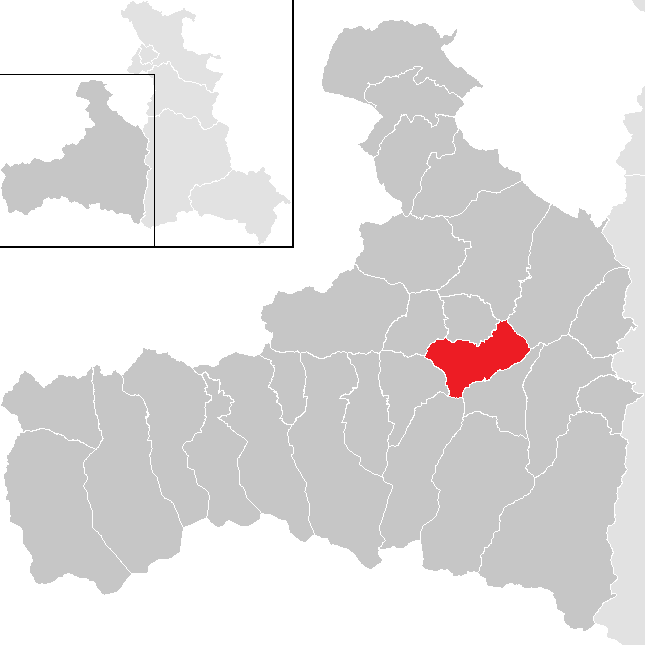
Целль-ам-Зее на мапі округу та землі

### Опис
Початкове озеро Целль простягалося трохи далі на північ і простягалося на південь до річки Зальцах. Однак розміри озера з часом змінилися на болотисту місцевість. Озеро має форму арахісу, його площа становить 4,7 км².

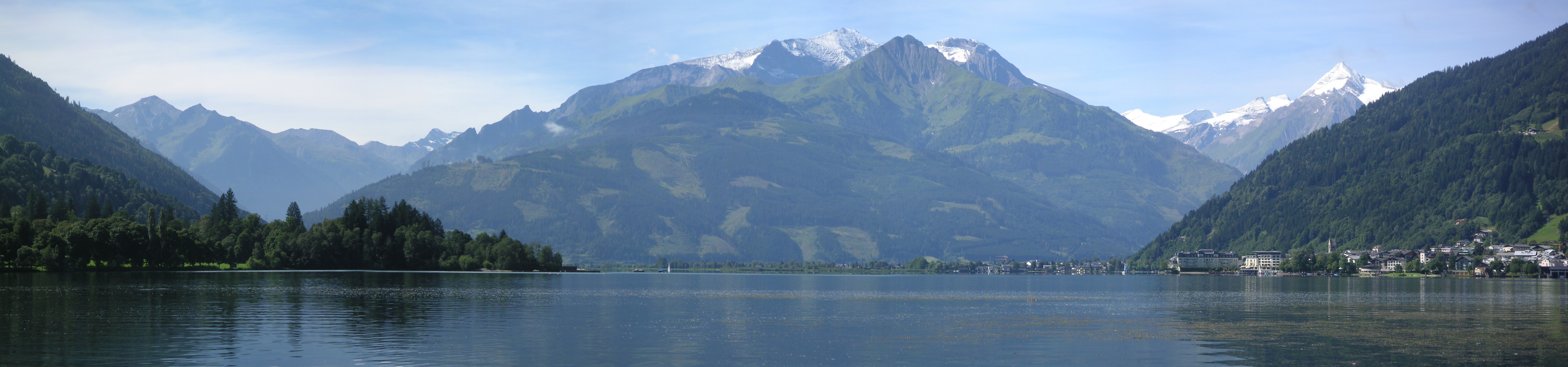
Панорамний вид від озера Целль до гірського масиву Високий Тенн (Целль-ам-Зее праворуч)

Гори області мають форму підкови; схили в основному вкриті лісом або альпійськими пасовищами. Гаусберг («домашня гора») Целль-ам-Зее — Шміттенхое , 1965 м, яка разом із прилеглим хребтом Зальцбурзьких Сланцевих Альп на заході є частиною зони Грауваки між Північними Вапняковими та Центрально-Східними Альпами. Гора Шміттенхое є популярним центром гірськолижного спорту та зимових видів спорту. Гора Гундштайн («Собачий камінь») на висоті 2117 м є найвищою вершиною Зальцбурзької зони Грауваки.

## Туризм

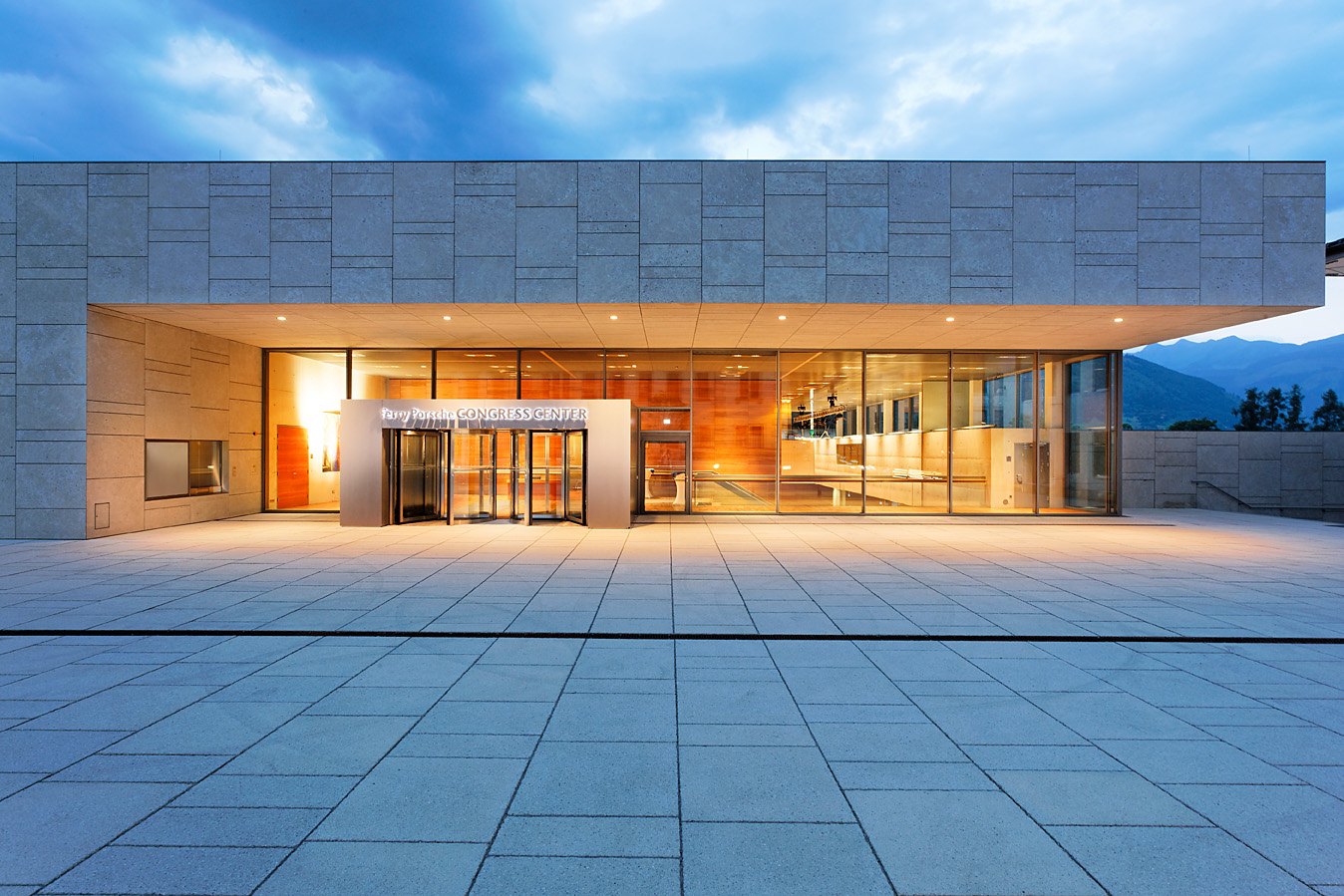
Конгрес-центр Ferry Porsche

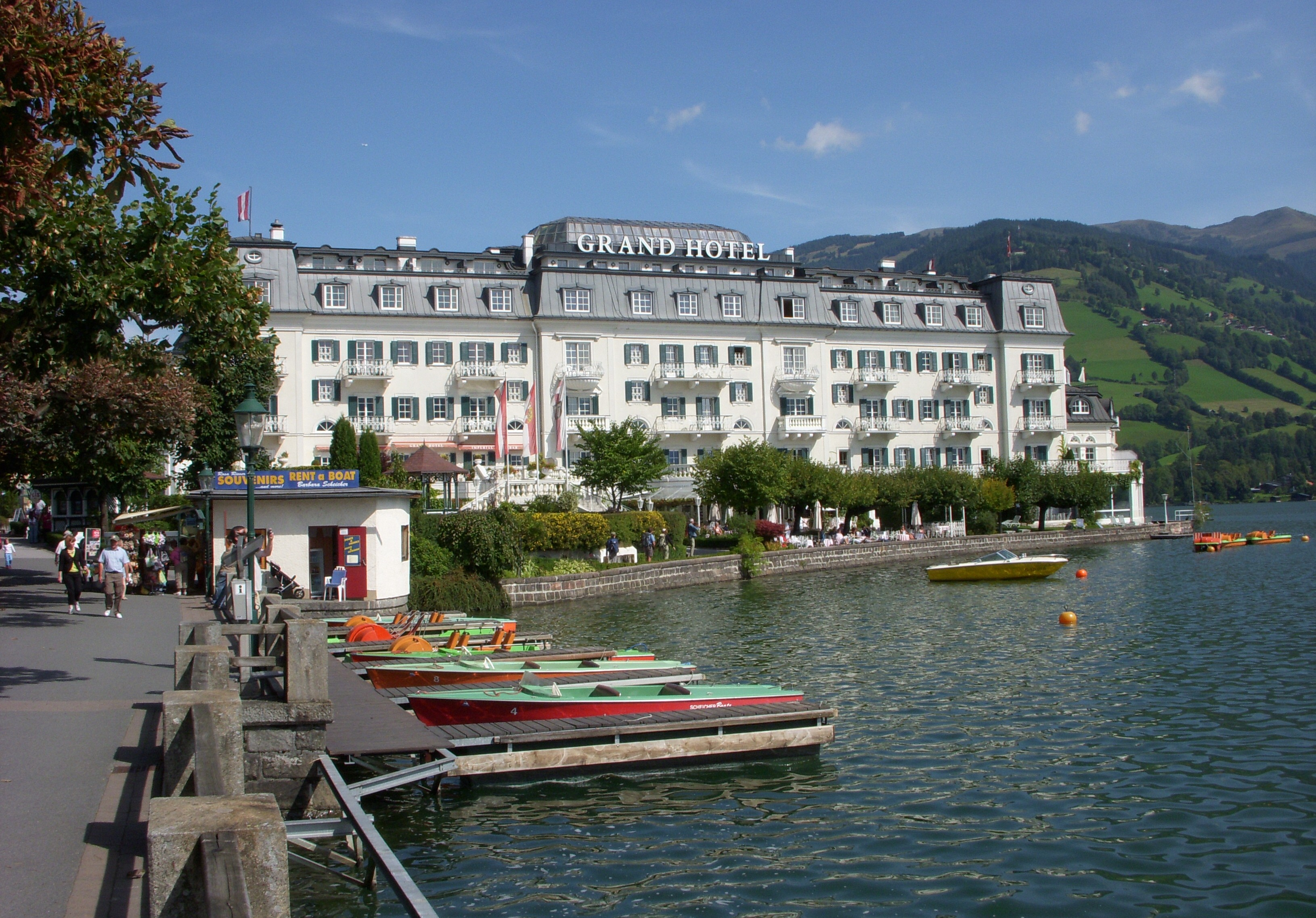
Гранд-готель і казино

### Катання на лижах
Целль-ам-Зеє забезпечує зимове катання на горі Шміттенхое. Зона катання становить близько 138 км, включаючи траси на Кіцштайнгорн і Капрун-Майскогель. Скі-пас охоплює всю територію, включаючи транспорт до/з льодовика, який відкритий більшу частину року, залежно від снігопадів. Целль-ам-Зее — гірськолижний район на низькій висоті, тому сніговий покрив може постраждати від високих температур, але льодовик має сніговий покрив більшу частину року.
У 2017 році Целль-ам-Зее оголосив про потенційне злиття з гірськолижним курортом Заальбах-Гінтерглемм. У лижному сезоні 2019-2020 рр. була відкрита підйомник Zell am See Express 1, яка дає змогу дістатися до підйомника Zell am See Express 2 біля підніжжя траси 21 від Фігофена.
Відомі гірськолижні траси на курорті: Трассабфарт (14), яка є найкрутішою трасою в регіоні, досягає нахилу до 75%, Штандардабфарт (13), яка є ще однією трасою в долині, яка досягає нахилу 60%, і нещодавно відновлений Танвальдабфарт (21), гірськолижна траса 1930-х років, яка добре відома тим, що постійно покрита льодом, і має високе співвідношення крутизни до ширини на деяких ділянках траси.

### Елітний туризм і сім'я Порше
У XIX столітті Целль-ам-Зее став відомим як літній і зимовий курорт для австрійської та європейської аристократії, як-от австрійської імператриці Єлизавети «Сіссі», імператора Франца Йосифа або родини фон Трапп.
Целль-ам-Зеє є резиденцією сім'ї Порше, яка зробила значний внесок у міжнародний авторитет міста. З 2001 року сім'я управляє місцевим аеропортом, а в 2007 році було завершено будівництво конгрес-центру Ferry Porsche. У співпраці з муніципалітетом родина Порше щорічно проводить Міжнародні дні Porsche влітку та льодові гонки Greger Porsche (з 1952 року) взимку. Сім'ї також належить готель Schloss Prielau, розташований в історичному замку, який раніше належав Гуго фон Гофмансталю на березі озера Целль. Приватна садиба родини розташована в районі Целль-ам-Зее-Зюд.
У XXI столітті Целль-ам-Зее став популярним місцем літнього відпочинку для багатих росіян і арабів, багато з яких проводять все літо в одному з розкішних готелів на березі озера.

## Історія
Район Целль-ам-Зее був постійно заселений принаймні з римських часів. Близько 740 року нашої ери за наказом єпископа Зальцбурга Йоганна (Іоанна) I монахи заснували село в межах Баварське герцогство, яке згадувалося як Cella in Bisonzio в акті 743 року. Позначення Cella або німецьке: Zelle відноситься до чернечої келії в значенні монастиря, Bisonzio — назва регіону Пінцгау. Целль отримав права торгового міста в 1357 році. Під час німецької селянської війни в 1526 році тут точилися запеклі бої проти військ Швабської ліги. Громадяни Целль-ам-Зее не брали участь у повстанні, проте через 200 років численні протестантські жителі були вигнані із Зальцбурга за наказом князя-архієпископа графа Леопольда Антона фон Фірміана.
З 1800 року місто було окуповане французькими військами під час наполеонівських війн. Після секуляризації Зальцбурзького архієпископства Целль-ам-Зее остаточно перейшов до Австрійської імперії за резолюцією Віденського конгресу в 1816 році. Коли в 1850 році сусідній Зальфельден став столицею округу Пінцгау, мер міста успішно намагався перенести адміністративне місце до Целль. Розвитку міста вирішально сприяло відкриття залізниці Зальцбург — Тіроль 30 липня 1875 року, розпочавши щорічний літній туристичний сезон. Права міста Целль-ам-Зе отримав 24 січня 1928 року.

## Пам'ятки

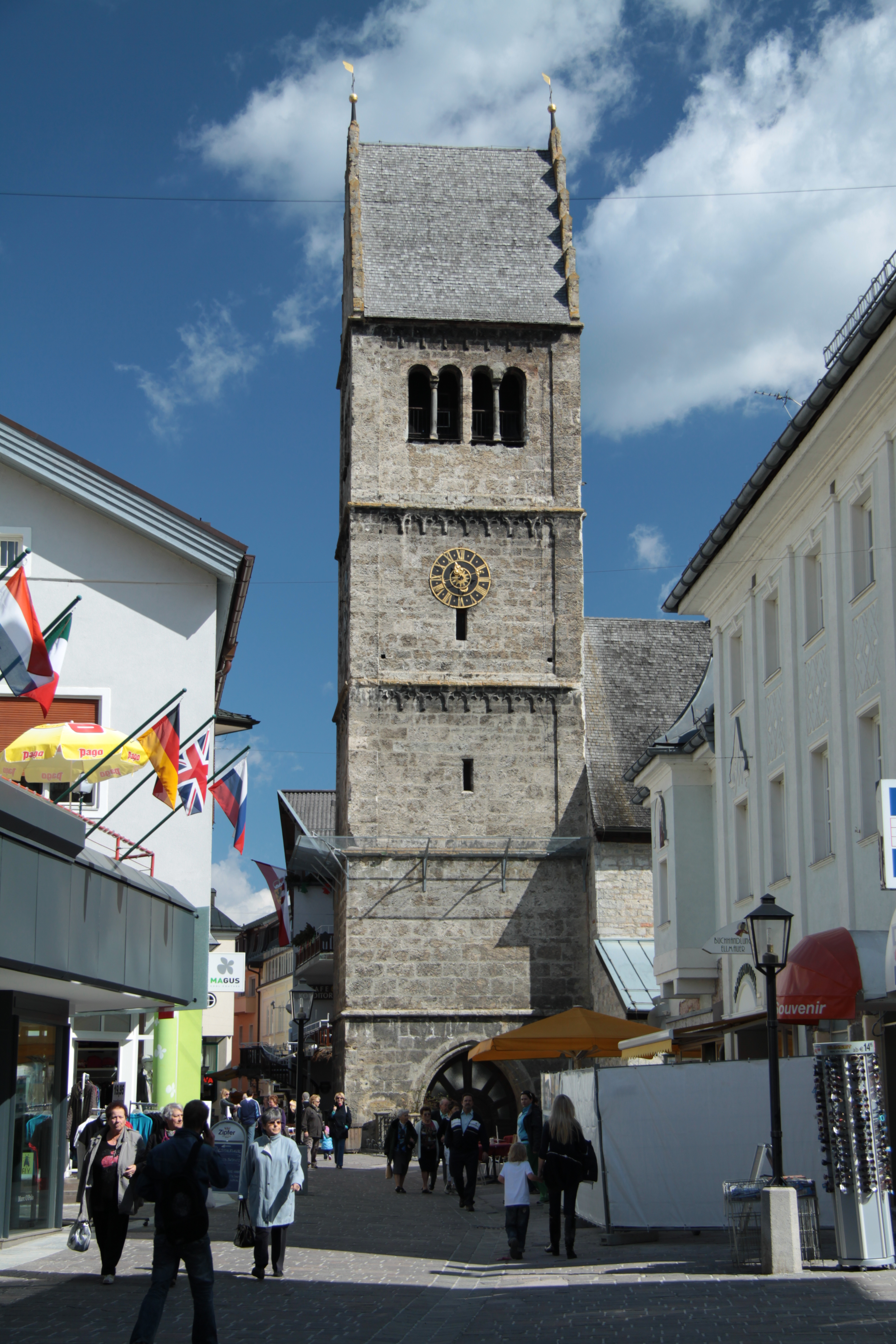
Вежа церкви

У церкві Св. Іполита знаходяться найдавніші відомі залишки будівель регіону Пінцгау. Церква побудована в переважно романському стилі і складається з трьох навів. До 1794 року центральна нава була увінчана готичним склепінням, але в тому році її було замінено іншим склепінням, яке, в свою чергу, було замінено плоским дерев'яним дахом в 1898 році. Чотири сходинки ведуть до головного вівтаря , але крипта має притвор і проходи все ще готичні, але деякі інші готичні об’єкти (наприклад, неоготичні вівтарі Йозефа Бахленера) були додані під час реконструкції 1898 року, коли також було видалено барокове оздоблення попередніх століть.
Визначною точкою церкви є її піднесена доріжка з ошатним парапетом, побудована в 1514 році. Доріжка спирається на чотири різьблені колони з дорогоцінного мармуру, між якими вплетено складне сітчасте склепіння. Три стрілчасті арки увінчані зубцями і завершуються стрілчастими вежами. Між арками розташовані готичні балдахіни з вирізаними фігурами святого Іполита та святого Флоріана 1520 року.

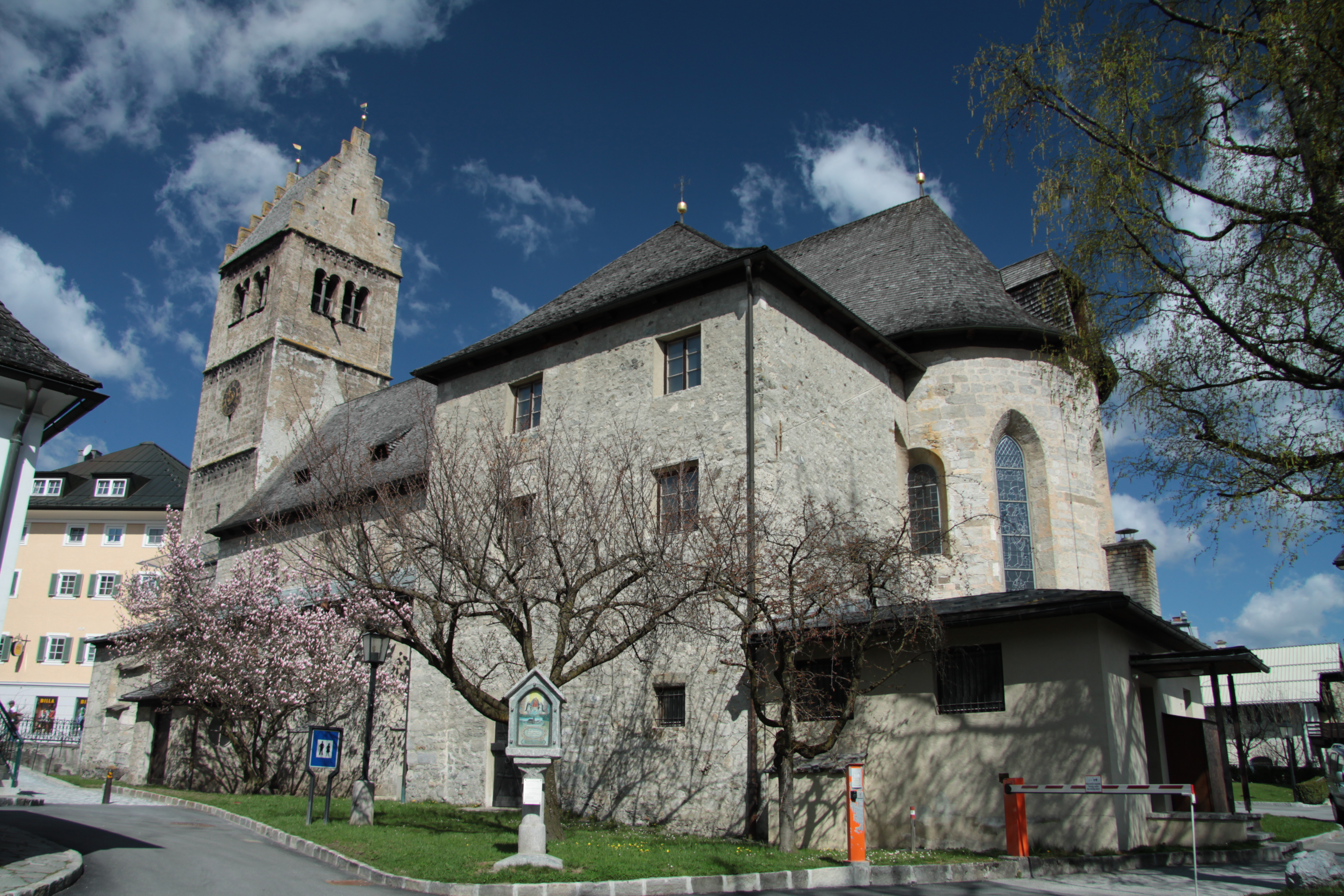
Церква Святого Іполита

Вежа є головним центром Целль-ам-Зее. Її висота становить 36 метрів. Міцні стіни мають зовнішнє покриття з вапняку.
З 1660 до 1670 рр. головний вівтар був замінений на бароковий, який знову було демонтовано в 1760 р. Майже нічого з барокового оздоблення костелу не залишилося, крім деяких прикрас. Дві барокові статуї потрапили до церкви Пріелау. Поруч з головним вівтарем знаходяться дві статуї 1480 року: Святого Руперта та Святого Вігілія. Бічний вівтар містить образ Діви Марії з нині неіснуючої церкви Марії Вальд, яка датується 1540 роком. Ліва нава має невеликий вівтар, присвячений святому Себастьяну, в апсиді.
Гранд-готель Целль-ам-Зее розташований в унікальному місці на приватному півострові прямо на березі озера Целль. Це велике шале оточене водою з панорамним видом на гори.
Сімейна ферма Порше розташована в Целль-ам-Зеє, отримана в 1939 році старшим Фердинандом Порше напередодні війни. Під час війни він переніс деякі свої бізнес-операції сюди та до Гмюнда, подалі від Штутгарта, де, незважаючи на сильні бомбардування, його син Феррі Порше залишився контролювати роботу заводу.

## Демографія
Історична динаміка населення міста за даними сайту Statistik Austria

## Відомі особи
- Ганс-Петер Штайнахер — яхтсмен.
- Фелікс Готтвальд — лижний двоборець
- Сімон Едер — біатлоніст
- Юлія Швайгер — біатлоністка

## Виноски
1. ↑  www.zellamsee.salzburg.at. Архів оригіналу за 31 січня 2019. Процитовано 18 жовтня 2021.
2. ↑  Sottili, Carol (17 січня 2017). Exploring Austria like a local in delightful towns unfamiliar to most American tourists. The Washington Post.
3. ↑  Zell am See-Kaprun: Aktivferien zwischen Gletscher, Berg und See. www.austria.info (нім.). Процитовано 21 серпня 2022.
4. ↑  Fischler, Marcelle Sussman (23 вересня 2020). House Hunting in Austria: Skiing Heaven in the Austrian Alps for $1.5 Million. The New York Times (амер.). ISSN 0362-4331. Процитовано 21 серпня 2022.
5. ↑  Holländischer Adel auf Zeller Pisten. MeinBezirk.at (нім.). 6 квітня 2017. Процитовано 21 серпня 2022.
6. 1 2  Gaudi-Arabien im Alpen-Paradies. stern.de (нім.). Процитовано 21 серпня 2022.
7. ↑  Ski pistes. Zell am See-Kaprun (англ.). Процитовано 9 січня 2020.
8. ↑  Internationale Porsche Tage | Veranstaltung in Zell am See-Kaprun. www.zellamsee-kaprun.com (нім.). Процитовано 21 серпня 2022.
9. ↑  Das legendäre Eisrennen kehrt zurück nach Zell am See • Curves Magazin. www.curves-magazin.com. Процитовано 21 серпня 2022.
10. ↑  Kuntz, Michael. Das Porsche-Land. Süddeutsche.de (нім.). Процитовано 21 серпня 2022.
11. ↑  Willershausen, Florian. Ortsbesuch in Zell am See: Wenn Araber und Europäer gemeinsam Urlaub machen ... www.wiwo.de (нім.). Процитовано 21 серпня 2022.
12. ↑  Gemeindedaten von Zell am See. Архів оригіналу за 13 листопада 2012. Процитовано 30 червня 2013.